# Sentelie
Sentelie é uma comuna francesa na região administrativa de Altos da França, no departamento de Somme. Estende-se por uma área de 5,53 km². Em 2010 a comuna tinha 215 habitantes (densidade: 38,9 hab./km²).